# Monte Cappello (Lazio)
Il monte Cappello (798 m s.l.m.) è una montagna dei monti Ausoni nell'antiappennino laziale.
Si trova nel Lazio nella provincia di Frosinone, nel territorio comunale di Pastena.